# Odinia pomona
Odinia pomona är en tvåvingeart som beskrevs av Timothy M. Cogan 1969. Odinia pomona ingår i släktet Odinia och familjen tickflugor. Inga underarter finns listade i Catalogue of Life.